# Euphorbia isaurica
Euphorbia isaurica är en törelväxtart som beskrevs av Mohammed L.S. Khan. Euphorbia isaurica ingår i släktet törlar, och familjen törelväxter. Inga underarter finns listade i Catalogue of Life.